# Pretty Little Liars
Pretty Little Liars är en amerikansk tonårsdramaserie. Serien är skapad av I. Marlene King och är baserad på den populära bokserien med samma namn av Sara Shepard. Serien hade premiär den 8 juni 2010 på ABC Family (bytte namn senare till Freeform) i USA och den 26 juni 2011 på TV3 i Sverige. Serien avslutades den 27 juni 2017. I juni 2014 bestämdes att en sjätte och sjunde säsong skall spelas in. Skådespelerskan Lucy Hale bekräftade i en intervju med E!News i november 2014 att den sjunde säsongen kommer att bli seriens sista. I augusti 2015 antydde dock skaparen Marlene King att det möjligtvis kan bli en åttonde säsong och en långfilm.

## Handling
Serien följer de fyra highschooltjejerna Aria Montgomery (Lucy Hale), Spencer Hastings (Troian Bellisario), Hanna Marin (Ashley Benson) och Emily Fields (Shay Mitchell), vars gäng faller isär efter försvinnandet av gängets självutnämnde ledare, Alison DiLaurentis (Sasha Pieterse). När Alisons kropp hittas ett år senare börjar tjejerna få konstiga sms från en mystisk person under namnet "A", som hotar att avslöja deras hemligheter. "A" är till en början en okänd person som ingen känner till. Ju mer tjejerna gräver för att få fram personen bakom "A" desto fler hemligheter dyker upp till ytan. Alla de älskar hamnar i farozonen och även deras hemligheter riskerar att läckas ut. Otrohetsaffärer, problemsyskon, otillåten kärlek och mycket mer sätter tjejernas liv på spel.

## Rollista
| Troian Bellisario | – Spencer Hastings och Alex Drake    |
| Ashley Benson     | – Hanna Marin                        |
| Holly Marie Combs | – Ella Montgomery, Arias mamma       |
| Lucy Hale         | – Aria Montgomery                    |
| Ian Harding       | – Ezra Fitz                          |
| Bianca Lawson     | – Maya St. Germain                   |
| Laura Leighton    | – Ashley Marin, Hannas mamma         |
| Chad Lowe         | – Byron Montgomery, Arias pappa      |
| Shay Mitchell     | – Emily Fields                       |
| Nia Peeples       | – Pam Fields, Emilys mamma           |
| Sasha Pieterse    | – Alison DiLaurentis                 |
| Tyler Blackburn   | – Caleb Rivers                       |
| Janel Parrish     | – Mona Vanderwaal                    |
| Andrea Parker     | – Jessica diLaurentis och Mary Drake |